# Johannes Poncius
Johannes Poncius (oder Pontius, bürgerlich John Ponce, auch Punch genannt; * 1599 oder 1603 in Cork; † 26. Mai 1661 in Paris) war ein irischer Franziskaner (OFMObs, Zweig der Observanten) und Vertreter des Scotismus.

## Biographie
Poncius trat als Novize in den Konvent Sankt Antonius der irischen Franziskaner in Löwen ein und studierte Philosophie in Köln und Theologie in Löwen. Von Luke Wadding wurde er nach Rom an das von diesem 1625 neu gegründete Collegium Sancti Isidori de Urbe geholt, das der Ausbildung irischer Franziskaner und der Erneuerung der scotistischen Studien dienen sollte. Ponce wurde am 7. September 1625 als einer der ersten Studenten zugelassen und war dort nach Abschluss seiner Studien als Lehrer für Philosophie und Theologie tätig. Er wirkte an Waddings Ausgabe der Werke von Johannes Duns Scotus mit. Außerdem war er Rektor des Irish College (Ludovisian College), einer ebenfalls von Wadding gegründeten Einrichtung zur Ausbildung irischer Weltpriester. 1648 verließ Poncius Rom und ging zunächst für einige Zeit nach Lyon, dann nach Paris, wo er jeweils unterrichtete. 1661 starb er in Paris.

## Poncius und „Ockhams Rasiermesser“
Die bekannte Formel „entia non sunt multiplicanda praeter necessitatem“ („Entitäten soll man nur so viele wie unbedingt notwendig annehmen“), die lange Zeit zunächst als Formulierung einer nominalistischen Grundidee und dann als bündige Formulierung des Konzepts von Ockhams Rasiermesser angeführt und häufig Wilhelm von Ockham zugeschrieben wurde, hat in Wirklichkeit ihren ältesten bisher bekannten Beleg bei Poncius, der 1639 in Waddings Ausgabe des Opus Oxoniense (von Duns Scotus) diese Sentenz in der geringfügig anderen Form „non sunt multiplicanda entia sine necessitate“ als einen in den Schulen („von Scholastikern“) häufig angeführten Lehrsatz zitierte. In der seither üblich gewordenen Form ist dieser Lehrsatz dann zuerst in der Logica Vetus et Nova (1654) von Johannes Clauberg belegt.

## Werke
- Integer philosophiae cursus ad mentem Scoti. Rom 1642 u.ö. Auszug aus der in Paris überarbeiteten Fassung Lyon 1672
- Scotus Hiberniae restitutus. Paris 1660.
- Commentarii theologici quibus Io. Duns Scoti Quæstiones in Libros Sententiarem elucidantur & illustrantur. Paris 1661.